# State of Play
State of Play（ステートオブプレイ）は、ソニー・インタラクティブエンタテインメント (SIE) がインターネット上で配信しているゲーム情報番組。プレイステーションシリーズで今後発売を予定するゲームソフト等についての情報などを紹介している。

## 概要
第1回目は日本時間の2019年3月26日朝6時より配信された。
PlayStationに関するアップデート情報や発表を、自社ウェブページやYouTubeなどで直接伝える。
日本語版のナビゲーターはジョン・カビラが務める（第2回目より）。

## 配信リスト

### 2019年
- 3月26日[1]
- 5月10日[2]
- 9月25日[3]
- 12月10日[4]

### 2020年
- 5月28日 (『The Last of Us Part II』特集)[5]
- 8月7日[6]

### 2021年
- 2月26日[7]
- 7月9日[8]
- 10月28日[9]

### 2022年
- 2月3日 (『グランツーリスモ7』特集)[10]
- 3月10日[11]
- 6月3日[12]
- 9月14日[13]

### 2023年
- 2月24日[14]
- 4月14日 (『ファイナルファンタジーXVI』特集)[15]
- 9月15日[16]

### 2024年
- 2月1日[17]
- 5月31日[18]
- 9月25日[19]

### 2025年
- 2月13日
- 5月1日（『ボーダーランズ4』特集）